# Aermacchi AL-60

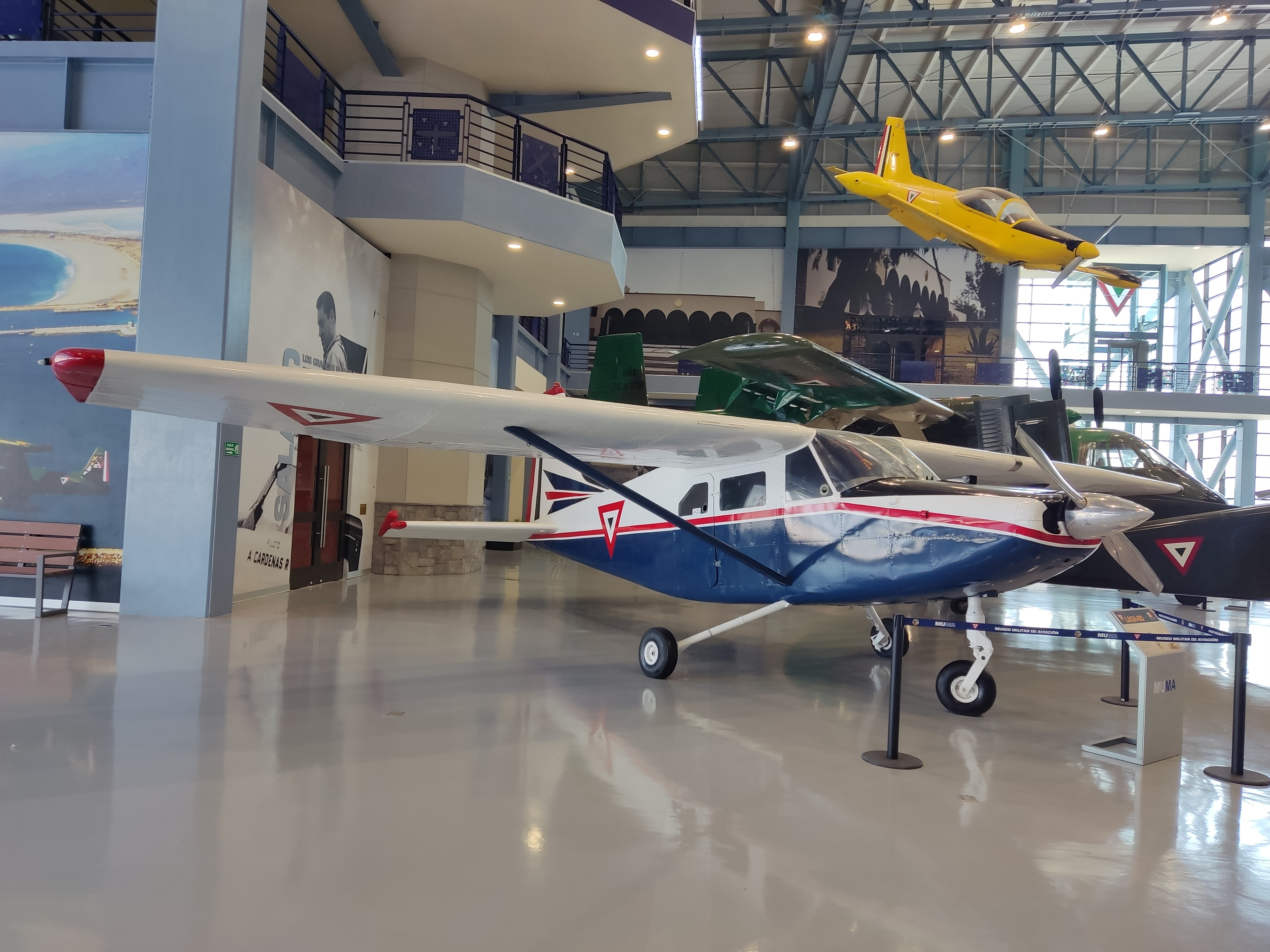
Lookheed-Azcárate LASA-60 de la Fuerza Aérea Mexicana exhibido en el Museo Militar de Aviación en la Base Aérea Militar N.º 1 de Santa Lucía.

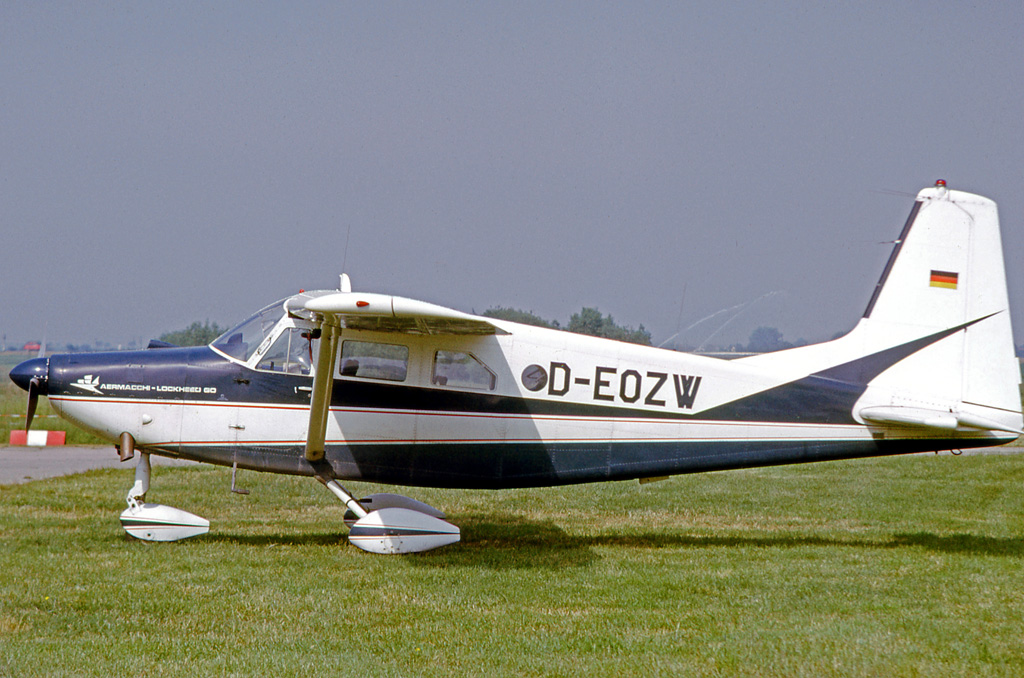
Aermacchi AL-60B Santa María (D-EOZW).

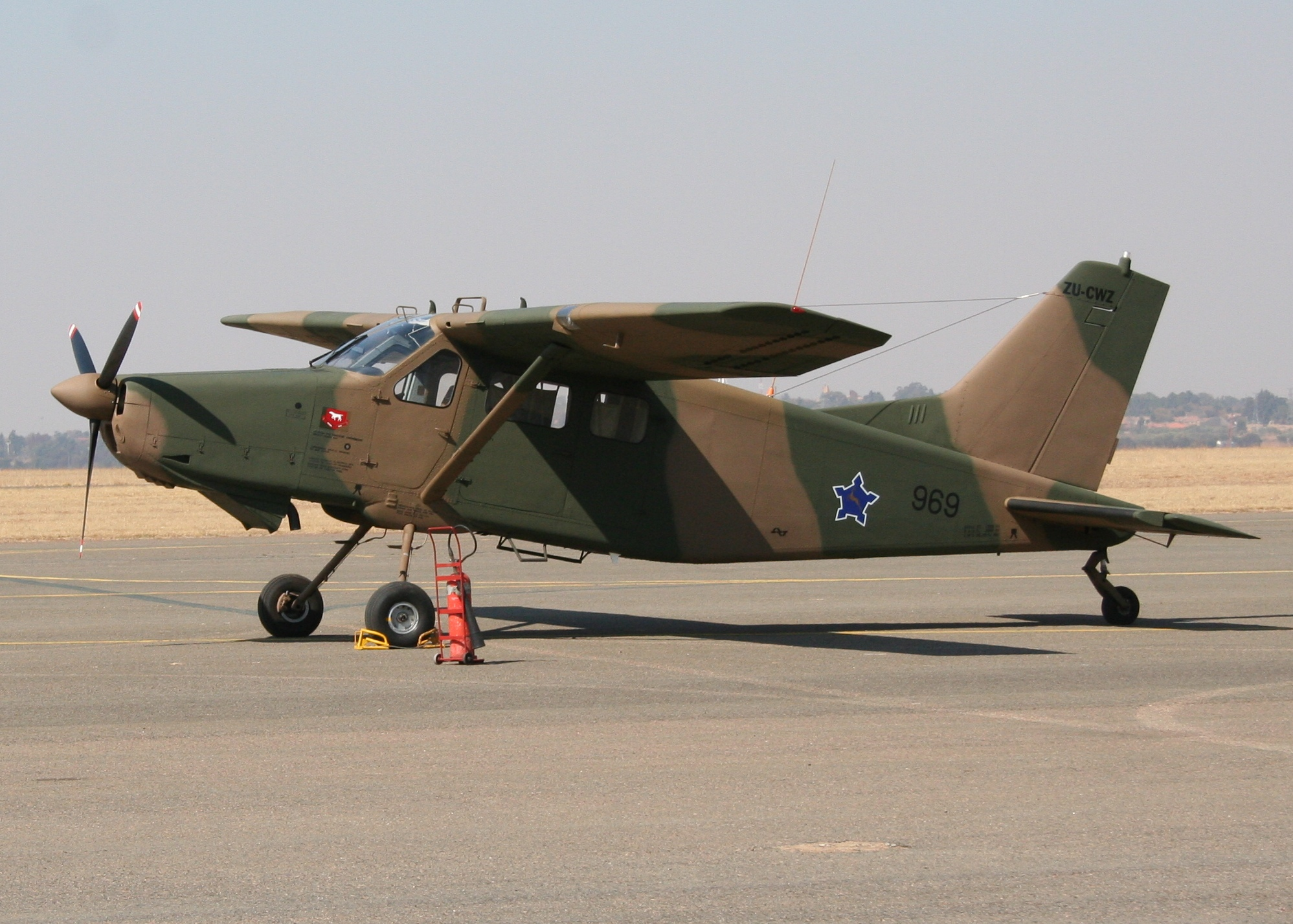
Atlas C4M Kudu en el Museo Sudafricano de la Fuerza Aérea en Valhalla

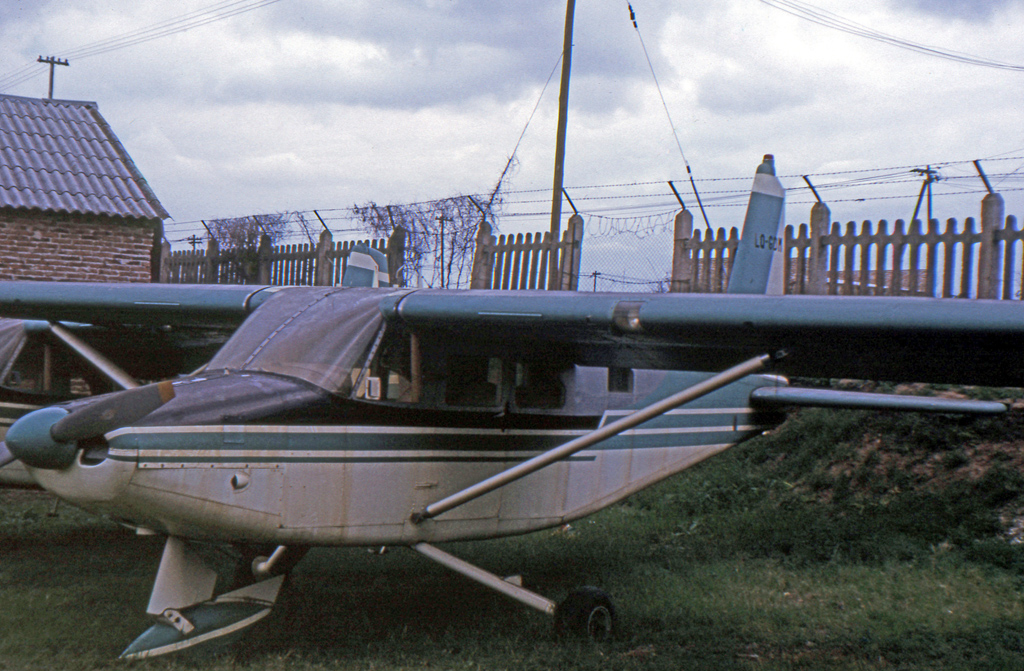
Loockheed CL-402 Kaizer cerca de Buenos Aires.

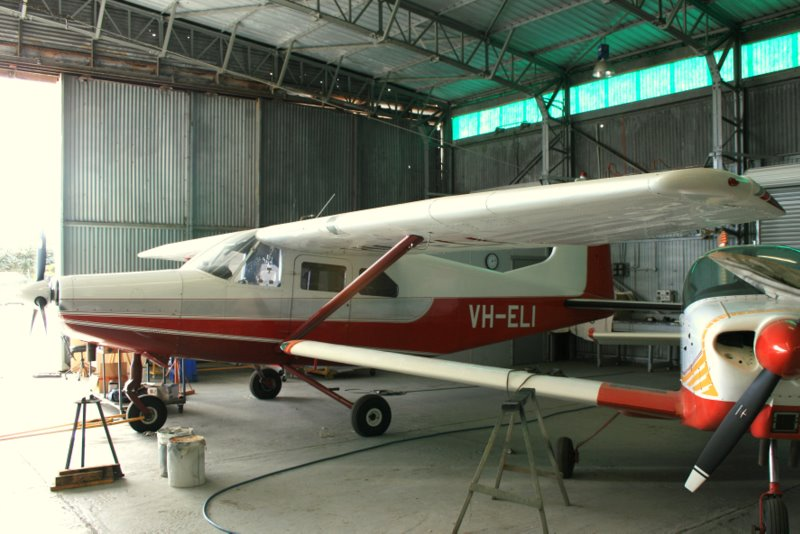
AL-60 en el Aeropuerto de Devonport.

El Aermacchi AL-60 es un avión civil ligero de las décadas de 1950 y 1960, originalmente diseñado por Albert Mooney de Lockheed en los Estados Unidos. Después de que la compañía decidió no construir estos aviones en los EE. UU., que fue fabricado en pequeñas cantidades en México y algunos fueron montados en Argentina (Santa Isabel, Córdoba, por Lockheed-Kaiser Argentina, pero la nueva planta nunca se construyó). También se construyó en bajo licencia por Aermacchi en Italia y Atlas Aircraft Corporation en Sudáfrica.

## Desarrollo
Lockheed solo voló dos prototipos del AL-60 (en 1959) los cuales fueron certificados por la F.A.A. antes de decidir que sería poco rentable para el mercado de Estados Unidos. por ello, la empresa eligió para su fabricación en virtud de una empresa conjunta en México Lockheed-Azcárate S. A. (LASA), dicha empresa fue fundada en 1958 en San Luis Potosí por ejecutivos de Lockheed en sociedad con Abelardo L. Rodríguez y Juan F. Azcárate. Fueron producidos 18 aviones en el año 1960 y otros 18 para 1961 los cuales pasaron a ser parte de la Fuerza Aérea Mexicana como LASA-60, esto debido a la falta de aceptación por parte del mercado civil mexicano.
En Italia, Aermacchi compró una licencia para producir la aeronave, inicialmente en su configuración original y con el nombre AL-60B, después, fabricó versión modificada para diversos clientes africanos, esta versión fue llamada AL-60C. Esta última versión se cambió el tren de aterrizaje de triciclo a uno con patín de cola.
La versión AL-60C se construyó bajo licencia por Atlas Aircraft Corporation en Sudáfrica. Este avión fue designado Atlas C4M Kudu. Más de 40 aviones se construyeron y sirvieron a la Fuerza Aérea de Sudáfrica entre 1974 y 1991. Actualmente algunos Kudu siguen en servicio para vuelos privados y salto de paracaídas. Existe un proyecto para incorporar motores turbohélice al Kudu; este proyecto lleva los nombres de "Atlas Angel" o "Kudu Turbine".

## Variantes
- L-402 Prototipos construidos por Lochheed

- LASA 60 Versión construida en México por Lockheed-Azcarate S.A., fueron construidos 44

- AL-60 B Santa María Versión fabricada por Aermacchi, fueron construidos 85

- AL-60 C Conestoga Versión con tren de aterrizaje modificado construida por Aermmacchi para exportación a Sudáfrica.

- AL-60F5 Trojan Versión construida por Aermacchi para exportación a Rodesia. Fueron construidos 10

- Atlas C4M Kudu Versión del AL-60 C construida por Atlas en Sudáfrica.

## Especificaciones
Datos de Jane's All The World's Aircraft 1966–67
Características generales
- Tripulación: 1
- Capacidad de pasajeros: 7 pasajeros (o en su lugar 454 kg de carga)
- Longitud: 8,79 m
- Envergadura: 11,84 m
- Altura: 3,25 m
- Superficie alar: 19,54 m²
- Peso en vacío: 998 kg
- Peso máximo al despegue: 1746 kg
- Planta motriz: 1 × Continental TSIO-470-B-A1A B6 enfriado por aire, 193 kW (260 hp)

Rendimiento
- Velocidad a nunca exceder: 153 kn (283 km/h)
- Velocidad máxima: 146 kn (260 km/h)
- Velocidad de crucero: 111 kn (206 km/h)
- Velocidad de entrada en pérdida: 46 kn (87 km/h)
- Alcance: 478 nmi (885 km)
- Techo de vuelo: 22 000 ft (6700 m)
- Régimen de ascenso: 840 ft/min (4.3 m/s)